# Anello debole
(Enrico Papi)
Anello debole è stato un programma televisivo condotto da Enrico Papi, di cui fu anche autore, e trasmesso su Italia 1 da lunedì 29 ottobre a sabato 17 novembre 2001 nella fascia dell'access prime time.
Basato sul format inglese della BBC The Weakest Link, condotto da Anne Robinson dal 2000 al 2012 e tuttora trasmesso in varie parti del mondo su BBC Entertainment, si trattava di un quiz a premi combinato con il reality show, ove per tutta la sua durata i concorrenti facevano tra loro un mix di collaborazione, concorrenza, rivalità e strategia. Era andato in onda come programma pilota al posto di Sarabanda, per poi non essere più riproposto a causa dell'insuccesso ottenuto.

## Il programma

### Introduzione
Il quiz si svolgeva con nove concorrenti, che, prima della sigla sono sempre introdotti con un breve filmato a scena muta mostrato in bianco e nero, seduti in una stanza mista tra salotto e sala d'attesa ove si conoscevano e si parlavano tra loro, mentre la voce fuori campo introduceva la puntata.

### Svolgimento
Nello studio vero e proprio, tali concorrenti durante i primi sette round di gioco dovevano rispondere a testa, entro un determinato limite di tempo, a delle domande di cultura generale per formare un montepremi comune (nella versione italiana € 15 000, ovvero ₤ 29 044 050). Di seguito sono riportati i valori dell'apposita scalata:
- € 1 500
- € 750
- € 500
- € 400
- € 250
- € 200
- € 150
- € 100
- € 50

Fin quando il gruppo rispondeva esattamente ad una domanda il valore delle stesse scala nel modo incatenato, però, se un concorrente rispondeva erroneamente rompeva la catena e perdeva tutto, ricominciando di conseguenza dal valore minimo (€ 50). Un concorrente, quando diceva in qualsiasi momento (e prima della domanda) Banco poteva salvare quanto accumulato per quella domanda, per poi ripartire con l'accumulo del montepremi sempre da € 50. Il round terminava o quando scadeva il tempo, o quando il gruppo lo completava se riusciva a raggiungere e ad incassare € 1 500.
Alla fine di ogni round interveniva la voce fuori campo, il quale annunciava i concorrenti con gli anelli "forte" e "debole" (il migliore ed il peggiore rispettivamente). Tuttavia, il gruppo stesso di concorrenti era ignaro di questo, perché si votavano a vicenda per l'eliminazione di chi, secondo loro, era il più impreparato, il più furbo, il più problematico e, raramente, il più pericoloso, cioè quello più bravo e preparato. Immediatamente ogni concorrente più votato, quindi "l'anello debole", veniva eliminato; in caso di parità nel voto era "l'anello forte" a decidere chi eliminare.
Infine, gli ultimi due concorrenti rimasti passavano all'ottavo e ultimo round (con le regole medesime ma della durata di soli 90 secondi) per il triplicamento dell'accumulo, e poi si giocavano tutto il montepremi fin lì accumulato in una sfida testa a testa nel metodo del shootout, dove chi rispondeva correttamente a tutte e cinque le domande è il vincitore del montepremi e della puntata; in caso di parità nella sfida si andava allo spareggio, dove a seconda di chi dei due sbaglia l'altro vince.
Sono da notare delle importanti caratteristiche che caratterizzano questo quiz, e presenti in tutte le versioni con minime varianti:
- Quando un concorrente era eliminato viene intervistato (come in un confessionale) per dare la sua opinione, o su uno dei concorrenti ancora in gara o della sua stessa partita giocata. I due finalisti invece, dopo la puntata (durante i titoli di coda) venivano intervistati solo per dire la loro sull'esperienza vissuta nel quiz. Ciò dava anch'esso al programma un tocco da reality show;
- Il presentatore Enrico Papi era autorizzato a condurre in modo insieme meritocratico ed autoritario. Egli dunque svolgeva il ruolo del "cattivo", in cui spesso si innervosiva o si indignava ad una risposta sbagliata data dal gruppo, e dopo il gioco ne interrogava alcuni con lo scopo di metterli in difficoltà (spesso anche li umiliava se accumulano pochi euro dicendo "Schiappe"), e poi mandava via un concorrente eliminato in modo sarcastico, riprendendo la frase (nel Regno Unito diventata quasi un tormentone) pronunciata dalla conduttrice inglese Anne Robinson "You are the weakest link, goodbye!", ma nella versione italiana, al posto del saluto, c'era un più perentorio "Vattene" o "Se ne vada";
- Sempre Enrico Papi, per adattarsi al modello di stile originale era vestito ufficialmente di nero;
- Il pubblico in studio per tutta la puntata non applaudiva e non interveniva mai, se non alla fine, quando veniva proclamato il/la vincitore/trice. Nell'originale inglese, peraltro, nemmeno la proclamazione del/della concorrente vincente prevedeva alcun intervento del pubblico.